# Volo Aeroflot 5463
Il volo Aeroflot 5463 era un volo passeggeri regionale partito da Čeljabinsk ad Almaty che si schiantò il 30 agosto 1983 durante l'avvicinamento. Il Tupolev Tu-134A entrò in collisione con il versante occidentale del monte Dolan a un'altitudine di 690 m (2.260 piedi). A seguito dell'incidente tutte le novanta persone a bordo morirono. L'errore dell'equipaggio è stato citato come causa dell'incidente.

## L'incidente
Dopo aver ricevuto le informazioni sulla posizione dell'aereo, il controllo del traffico aereo (ATC) diede un'errata istruzione di virata. Inoltre l'equipaggio scelse erroneamente una rotta di 199 gradi invece di 140. L'ATC comunicò successivamente la rotta corretta, ma incaricò i piloti di scendere a 600 m (2.000 piedi), mentre l'altitudine minima di sicurezza per il terreno circostante era di 4.620 m (15.160 piedi).). Sapendo che l'aereo era in rotta di collisione con un terreno montuoso e avendo il diritto di ignorare l'ATC in questa situazione, secondo le regole di volo sovietiche, l'equipaggio scelse invece di compiere una virata, continuando la discesa a 600 m (2.000 ft). Dopo aver informato l'ATC della loro situazione, i piloti ricevettero un avviso dal Ground Proximity Warning System. Invece di effettuare una salita immediata ritardarono qualsiasi tentativo di salire fino a 1–2 secondi prima dell'impatto.
L'aereo si schiantò sul monte Dolan, a un'altitudine di 690 m (2.260 piedi), a 30 km (19 miglia; 16 nmi) dall'aeroporto di Almaty, disintegrandosi e prendendo fuoco. Al momento dell'incidente era presente una formazione di cumulonembi a un'altitudine di 3.000–4.500 m (9.800–14.800 piedi) con cime nuvolose di 7.000–8.000 m (23.000–26.000 piedi) e una visibilità di 10 km (6,2 miglia; 5,4 miglia nautiche).

## L'indagine
Lo schianto del volo 5463 è stato attribuito alle seguenti cause:
- Violazione dello schema di avvicinamento approvato all'aeroporto di Alma-Ata
- Mancato monitoraggio della situazione da parte del manager di volo esecutivo
- Violazione del manuale delle operazioni di volo da parte dell'equipaggio per aver seguito le istruzioni del controllore di scendere al di sotto della quota di sicurezza.